# Komarne
Komarne (prononciation [kɔˈmarnɛ]) est un village dans la voïvodie de Lublin, dans le powiat de Parczew, situé dans l'est de la Pologne.
Il se situe à environ 5 kilomètres au sud-ouest de Parczew (siège du powiat) et 44 kilomètres au nord-est de Lublin (capitale de la voïvodie).

## Histoire
De 1975 à 1998, le village est attaché administrativement à l'ancienne Voïvodie de Biała Podlaska.

Depuis 1999, il fait partie de la nouvelle voïvodie de Lublin.